# Boule lavante
Ne doit pas être confondu avec Boule de lavage.

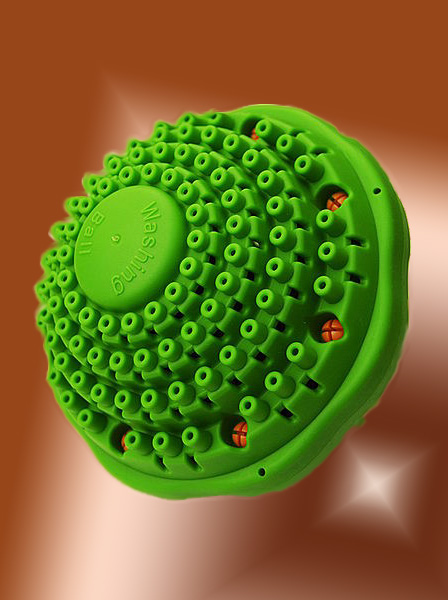
Exemple de boule lavante.

La boule magique, boule lavante ou boule de lavage est un accessoire utilisé pour le lavage du linge, d'inspiration pseudo-scientifique.

## Fonctionnement
Les promoteurs de cette boule apportent leur explication que ne semblent pas corroborer les scientifiques. La boule contient une série de billes de céramique qui, selon le fabricant, quand elles sont soumises au frottement entre elles, auraient pour propriété physique d'émettre des rayons infrarouges (IR) lointains. Ces rayons provoqueraient une agitation des molécules d'eau (= production d'ions négatifs), soit une dispersion organisée en des groupes de molécules d'eau plus petits.
Ces petits groupes de molécules d'eau auraient une meilleure capacité de pénétration dans les fibres textiles et aboutiraient au détachement naturel de la saleté.
Par la production d'ions négatifs, on obtiendrait un milieu basique, pH>7 équivalent au pH obtenu avec un détergent chimique ordinaire.
Ces céramiques contiennent des organismes TM[Quoi ?] et interviendraient pour modifier de façon bénéfique la structure de l'eau. Personne n'a jamais été en mesure d'expliquer comment des micro-organismes pourraient résister à des températures de 1 000 à 1 300 °C lors de la production des céramiques.
Les réactions chimiques naturelles qui seraient induites par la boule lavante protégeraient les tissus de l'oxydation et de la décoloration causées par le chlore présent dans l'eau, et préserveraient ainsi l'élasticité du linge.

## Avis de scientifiques
Dominic Rochefort, professeur de chimie à l'Université de Montréal, Daniel Fortier, physicien et Daniel Simard, chimiste, Pierre Pichet, professeur de chimie à l'UQAM et Jean-René Dufort, animateur à Radio-Canada et diplômé en chimie, ont déclaré que les principes de fonctionnement de la boule lavante évoqués par le fabricant n'ont aucun fondement physico-chimique :
- Les concepts sont tout à fait mêlés ; Les principes invoqués ne sont pas les bons ; les équations ne sont pas balancées.
- L'amélioration constatée en utilisation conjointe avec des détergents est due aux frottements supplémentaires causés par la présence de la boule.

Une recherche effectuée par Yves Therrien, journaliste au quotidien Le Soleil de Québec, dans un article du 26 novembre 2007 constate que :
- Jean-Pierre Mokoto Kwete, 'inventeur' des concepts scientifiques présentés, est inconnu ;
- Les documents d'expertises présentés par le fabricant sont signés par des inconnus ;
- Aucun scientifique de renom d'Amérique du Nord n'a produit d'expertise validant les qualités de la boule.

Un article du quotidien Le Devoir du 8 décembre 2007, signé par Fabien Deglise va exactement dans la même direction, de même qu'un reportage de Radio-Canada et un article de la revue Protégez-vous.
Jean-Michel Pochet, prétendu ingénieur chimiste apparu dans l'émission M6 Boutique présentant la boule magique affirme sans aucune preuve :

« Grâce aux rayonnements infrarouges, la boule magique accroît le mouvement moléculaire de l'eau et renforce donc son pouvoir nettoyant, elle abaisse la tension superficielle de l'eau ce qui permet une meilleure pénétration au niveau de la fibre textile, de plus en émettant des ions négatifs elle réduit l'adhésion entre les fibres ce qui va faciliter l'élimination des impuretés. La boule magique capte le chlore présent dans l'eau de ville et protège l'élasticité et les couleurs du tissu. Ne contenant aucun détergent elle ne laisse aucun résidus de substances allergènes sur les vêtements ce qui écarte tout risque d'irritations ou d’allergies. »

## Dans la culture populaire
L'une des démonstrations de la « boule magique » dans le télé-achat M6 Boutique est devenue une source incontournable de la YouTube Poop française.